# Philippe Coenjaerts
Philippe Coenjaerts, född 18 april 1903, var en friidrottare från Belgien. Han deltog vid olympiska sommarspelen 1928.